# 浅川まりな
浅川 まりな（あさかわ まりな、2000年11月29日 - ）は、日本の元グラビアアイドル、元タレント。群馬県出身。

## 略歴
母は大衆居酒屋道場その弐（前橋市千代田町。旧・産直居酒屋北海道場）のオーナー。「グラドルに会える居酒屋」として知られ、彼女が出勤すると（後述）遠方から会いに来るファンもいる。
学生時代に「若いうちにしかチャレンジできないことをやってみたい」と思い、何ができるか考えたところ、それは芸能活動だった。2019年、アイドル歌手として活動開始。
2021年2月21日から11月4日まで学業の傍ら、大阪府を拠点とするアイドルグループ「すーぱープーばぁー!!（現・すーぱーぷーばぁー!!）」のメンバー（細川まりな名義）として活動。自身の体調不良と家庭の事情によりユニットを抜け、拠点を地元群馬に戻す（後述）。
2021年7月13日、母が第1回目の新型コロナウイルス感染症のワクチン接種。翌日朝、病院に搬送される。くも膜下出血と診断されすぐに手術となった。もともとワクチン接種には消極的だった母ではあるが、ワクチン接種証明のない飲食店には行けないという世間の空気を読んだ。そのまま2022年3月まで入院。
2021年、「ミスヤングチャンピオン2021」の準グランプリに選ばれる。グランプリには池田ゆうな・島袋香菜・伊集院あさひが、準グランプリには彼女の他に泉舞子が選ばれた。同年8月14日、都内で行われた「第12回ミスヤングチャンピオン2021グランプリお披露目プレスイベント」で「すーぱープーばぁー!!のメンバーやファン、そして家族にもグラビアというものを受け入れてもらえなくて、また母が倒れてしまって大変な中なんとかミスヤングチャンピオンになれた。お母さんにグラビアという仕事を認められるくらい大きくなりたいです」などと述べた。準グランプリに選ばれたことをきっかけに本格的にグラドルとして活動。「ミスヤングチャンピオン2021」としての任期が終わるにあたって、事務所の方からDVDを撮らないかと言われる。母親が倒れたことで一時は引退も考えたが、母は「もう少しやっていてほしかった」と言われた。
2022年8月26日、自身のTwitterを更新し、「株式会社NEW PIECE」に所属すること、芸名を「浅川まりな」に改名することを報告した。
2022年10月30日、書泉ブックタワーにおいて1stDVD『青春グラフィティ』（イーネット・フロンティア）の発売記念イベントを行う。「まだアイドル時代のファンの方が多くて、露出が高いと心配される」という理由で控えめな水着で登場。本人によるとセールスポイントはむちむちの体形、そして鼻が小さいことである。なお、昔はむちむちの身体にコンプレックスを持っており、身体を出したくなくてミニスカートも穿けなかった。
2023年1月現在、母はいまだ後遺症を抱え、居酒屋の営業も以前と同じようにはいかない。浅川本人も店に出られる日は手伝っているが、毎日というわけにもいかない（月に数日）。弁護士からも「このままでは破産宣告」だと言われる。浅川が居酒屋に出勤できる日は自身のSNSにて積極的に発信し、経営継続のために尽力している。
2ndDVD『むちっとラブ』の発売イベントが2023年6月4日、ソフマップAKIBAアミューズメント館（東京都千代田区外神田）で開催された。本作の撮影は2022年11月、実家の居酒屋と都内で行われた。
2024年7月23日、友人に「イメージビデオではなく着エロ気味じゃないか?」という指摘を受け、当面の間イメージビデオ出演休止をInstagramのストーリーズ機能で発表。翌7月24日、イメージビデオ出演休止について発売した作品に対しての後悔や出演強要はなく、自分の意志での出演休止であることをInstagramのストーリーズ機能で説明した。
2024年9月5日、自身のX（旧Twitter）にて、同年10月6日プレデビューを予定している女性アイドルグループ「きゅーんず!」のメンバー（青色担当）としてアイドルデビューすることを報告した。
2024年10月20日、所属しているアイドルグループ「きゅーんず!」を同年11月24日に行われる生誕祭ライブをもって卒業し、同月末で芸能界を引退することを発表した。また同年11月27日には、引退後の12月からは「鮎川まりな」に改名することを発表。改名の理由については「浅川まりなという名前が使えなくなるから」と説明し、活動再開は否定した。
芸能界引退後にも撮影会活動を行っていたが、2025年8月をもって終了予定。
2025年7月24日、自身のSNSにて、一般男性との入籍を報告した。

## 人物
- 趣味は2匹の猫（はち、みーちゃん）の写真を撮ること、映画鑑賞、一人焼肉・一人寿司・一人ラーメン[5]。
- 特技は日本舞踊で、小さい頃にずっと続けていた[5]。
- ゲームも好きで、推しメンは『ときめきメモリアル Girl's Side 4th Heart』に登場する白羽大地。また、マンガ・アニメにも推しメンがおり『テニスの王子様』に登場する甲斐裕次郎がその一人である。
- 憧れのグラビアアイドルは東雲うみ[11][19]。

## 作品

### イメージビデオ
- 青春グラフィティ（2022年10月21日、イーネット・フロンティア）[20]
- むちっとラブ（2023年4月20日、ラインコミュニケーションズ）[21][22]
- ミルキー・グラマー（2023年7月21日、竹書房）[23][24]
- πについて（2023年10月25日、スパイスビジュアル）[25][26]
- ふわトロfairy（2024年3月26日、エアーコントロール）[27][28]
- マリーナの季節（2024年6月21日、竹書房）[29]

## 出版

### デジタル写真集
- むちっとラブ（2023年9月23日、ラインコミュニケーションズ［Idol Line］、撮影：富田恭透）
- 週刊GIRLS-PEDIA 045（2023年12月1日、KADOKAWA）[30]
- πについて 〜Ver.1･2〜（2024年1月31日、スパイスビジュアル）
- Kiss You（2024年3月1日、スパイスビジュアル）
- G線上のまりな 1･2･DX（2024年6月28日、小学館［sabra net e-Book］）[31][32][33]

### 雑誌
- 別冊ヤングチャンピオン 11月号（2021年10月5日、秋田書店）※細川まりな名義
- 週刊実話 2022/10/27号（2022年10月13日、日本ジャーナル出版）
- 週刊アサヒ芸能 2022年11月17日号（2022年11月8日、徳間書店） - 表紙
- EX MAX！HG vol.5（2023年3月2日、文友舎）
- ヤングチャンピオン No.7（2023年3月14日、秋田書店）
- EX MAX！エキサイティングマックス！ 2023年5月号（2023年3月25日、文友舎）
- アサ芸Secret vol.81（2023年4月5日、徳間書店）

## 出演

### テレビ
- 鎧美女 #103（2024年2月29日〈28日深夜〉、フジテレビONE）- 甲冑：井伊直政[34][35]
- 麻雀最極決定戦！サバイバルバトル極雀 season45（2024年8月30日、フジテレビONE）- 極雀ガール[36]

### ラジオ
- よゐこ有野のノーギャラジオ（2023年3月12日、MBSラジオ）[37]

### 映画
- ホラーちゃんねる 事故物件（2021年1月21日、モバコン）※オムニバス：細川まりな名義[38]

### ウェブ配信
- 初恋のナツ（2022年8月5日、studio SHiRO、YouTube）※細川まりな名義